# 4666 Dietz
A 4666 Dietz (ideiglenes jelöléssel 1986 JA1) a Naprendszer kisbolygóövében található aszteroida. Carolyn Shoemaker fedezte fel 1986. május 4-én.